# Domenico Schiattarella
Domenico "Mimmo" Schiattarella, född 17 november 1967 i Milano, är en italiensk racerförare.

## Racingkarriär
Schiattarella blev italiensk mästare i Formel Ford 2000 1987. Året efter började han tävla i Italienska F3-mästerskapet och utnämndes till "Årets nykomling i italienska formel 3" 1988. 1994 provade han på IndyCar och därefter köpte han en förarplats i det nystartade formel 1-stallet Simtek. 
Schiattarella debuterade i formel 1 i slutet av säsongen 1994 och fortsatte med ett par lopp säsongen 1995, men några poäng fick han aldrig. Därefter lades stallet ned och Schiattarella lämnade formel 1.   
1996 vann han sportvagnsloppet Vallelunga 6-timmars tillsammans med Luciano della Noce i en Ferrari F40 GTE. Därefter har Schiattarella tävlat i GT-racing, IndyCar, Grand-Am och senast ALMS 2003.

## F1-karriär
| Säsong | Stall/Tillverkare | Poäng | Placering |
| ------ | ----------------- | ----- | --------- |
| 1994   | Simtek-Ford       | 0     | –         |
| 1995   | Simtek-Ford       | 0     | –         |